# Medusagyne
Medusagynaceae era una familia de plantas con un solo género, Medusagyne, cuya única especie es el árbol medusa (Medusagyne oppositifolia). La familia es obsoleta y el género está ahora en Ochnaceae. 

## Descripción
Se trata de una especie rara e inusual que se encuentra únicamente en la isla de Mahé, de las Seychelles. Se pensaba que la planta se había extinguido hasta que se redescubrió en 1970.
Los estigmas de la flor parecen los tentáculos de una medusa, de donde le viene su nombre común. 
El género Medusagyne es ahora incluido en la familia Ochnaceae, por ejemplo en el sistema APG. La pequeña familia tropical americana Quiinaceae es también incluida en Ochnaceae.

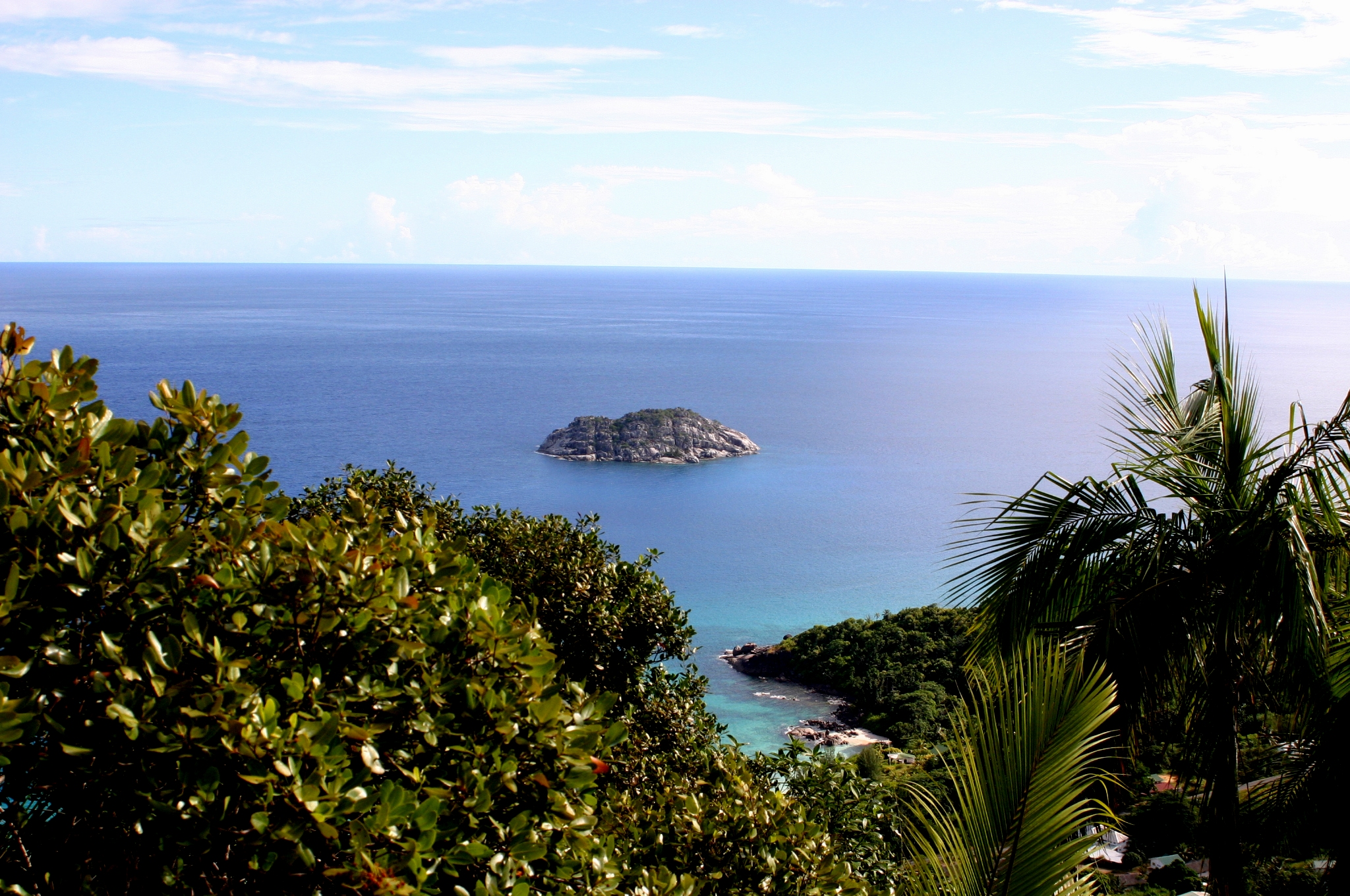
Emplazamiento del árbol en las Seychelles.

## Taxonomía
Medusagyne oppositifolia fue descrito por John Gilbert Baker y publicado en Flora of Mauritius and the Seychelles: a description of the flowering plants and ferns of those islands. 17. 1877.